# Буровое судно

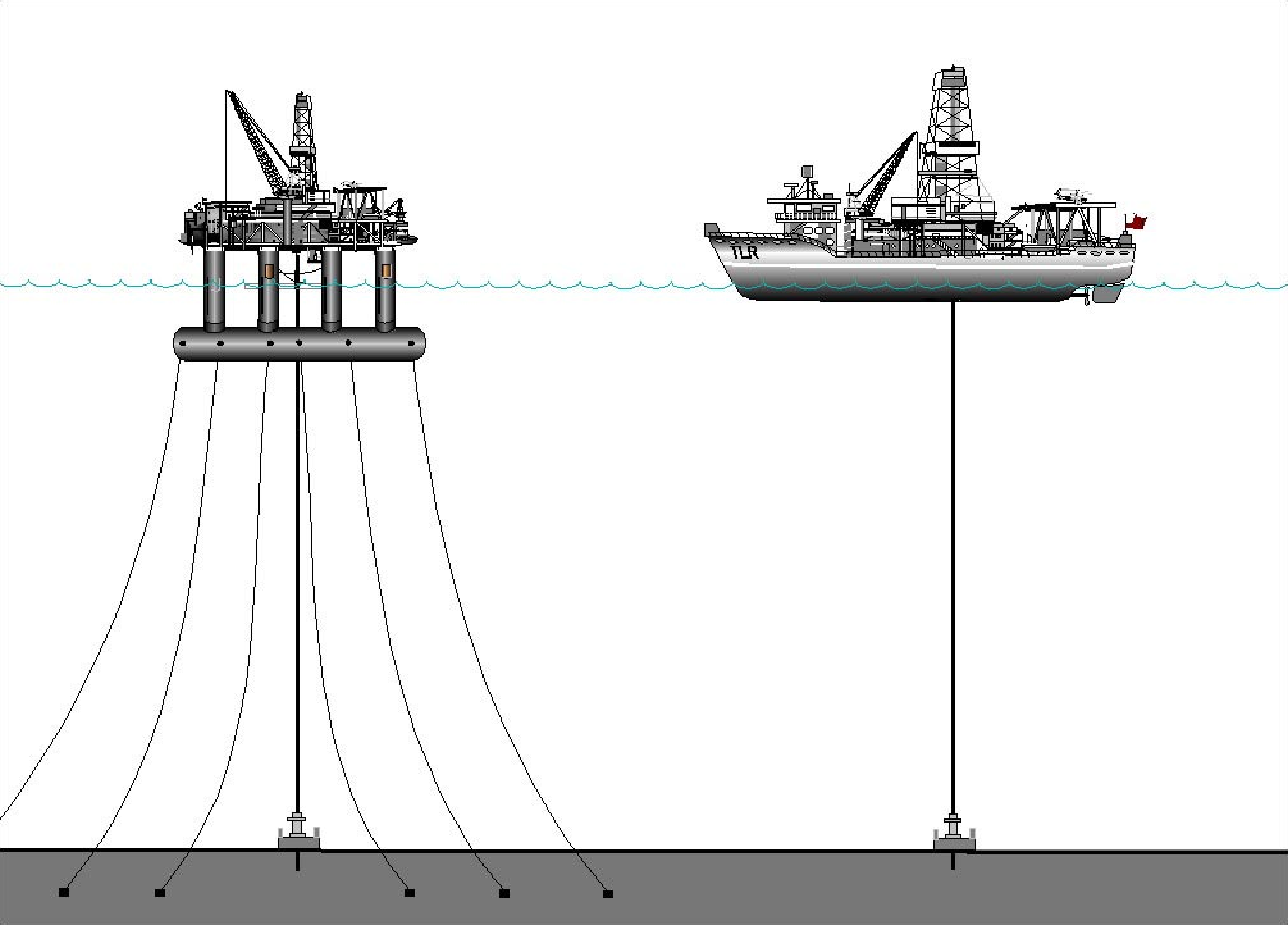
Полупогружная платформа (слева) и глубоководное буровое судно

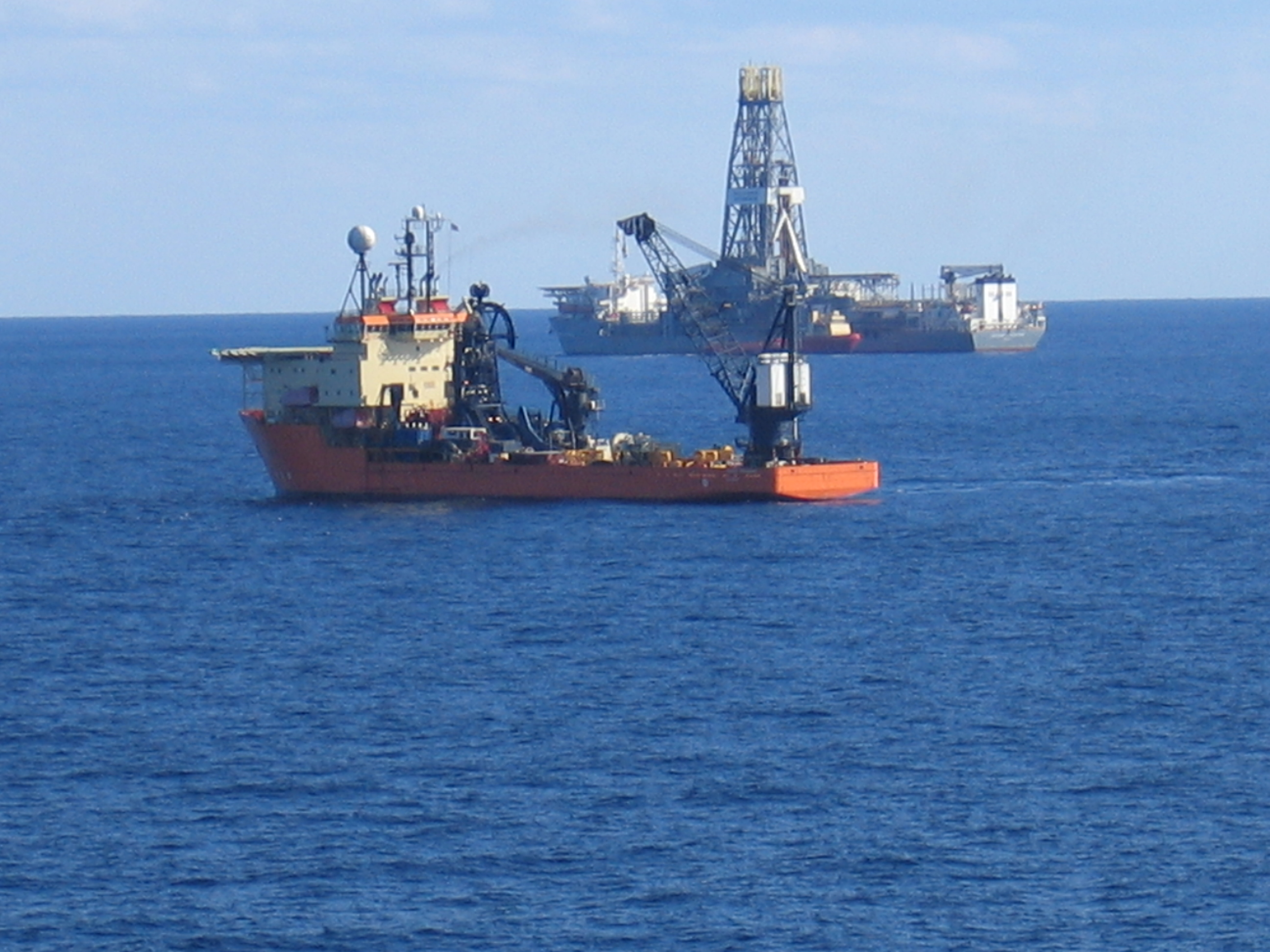
На переднем плане вспомогательное судно Toisa Perseus с глубоководным буровым судном пятого поколения Discoverer Enterprise

Бурово́е су́дно — плавучее сооружение для осуществления морского бурения скважин, оборудованное специальной прорезью в днище корпуса, над которой установлена буровая вышка, а также системой для удержания судна над устьем скважины. Таким образом, буровое судно представляет собой торговое судно, сконструированное с целью использования для проведения геологоразведки в научных целях и бурения новых нефтяных и газовых скважин на шельфе. Современные суда для бурения глубоководных и сверхглубоководных скважин оснащены новейшими и наиболее передовыми системами динамического позиционирования, автоматически контролирующими положение судна исключительно посредством активного использования судовых движителей.